# Cantó de Firminy
El cantó de Firminy és un cantó francès del departament del Loira, a la regió d'Alvèrnia-Roine-Alps. Està inclòs en el districte de Saint-Étienne, té 5 municipis i el cap cantonal és Firminy.

## Municipis
- Çaloire
- Firminy
- Fraisses
- Saint-Paul-en-Cornillon
- Unieux